# Alaholfinger
Die Alaholfinger (auch Ahalolfinger oder Bertholde) waren eine Familie des schwäbischen Adels in der Zeit der Karolinger mit Besitz vor allem an den Oberläufen des Neckar und der Donau. Über ihren engeren Machtbezirk hinaus treten die Alaholfinger als Amtsträger in Bayern, Franken und Italien auf, sind dort Markgrafen von Friaul und Grafen von Verona.
Die bekanntesten Alaholfinger sind der schwäbische Pfalzgraf Berthold und seine Söhne Erchanger und Berthold, die im Jahr 917 hingerichtet werden, nachdem Erchanger den Titel eines Herzogs von Schwaben erlangt und sich danach gegen König Konrad I. gestellt hatte. Bei diesen jüngeren Alaholfingern ist jedoch nicht klar, wie sich ihre Verwandtschaft zu den übrigen Familienmitgliedern darstellt.
Über den Fortbestand der Alaholfinger herrscht Unklarheit. Teils wird vermutet, sie seien im Jahr 973 in männlicher Linie ausgestorben, teils wird ein Hervorgehen der Zähringer aus einem Zweig der Alaholfinger für möglich gehalten.

## Stammliste

### Die älteren Alaholfinger
1. Berthold, Graf, 724 Mitgründer des Klosters Reichenau (gemeinsam mit dem alemannischen Herzog Hnabi)
  1. Halalolfus (Alaholf), † vor 776, Graf, Gründer des Klosters Marchtal; ⚭ Hildiberga
    1. Asulfus, 776 bezeugt; ⚭ Hildilenda
      1. Töchter

    2. Agilolfus, Graf in der Aulaulfisbaar; ⚭ Theotberga
    3. Ruthard von Allemannien (auch genannt Chrodloh, Chrodhoch, Birchtilo, Pirarilo) 769/772 bezeugt; ⚭ Raginsind/Reginswind, Tochter Germunds von Pappenheim (auch von Franken) 769 und 802 bezeugt
      1. Berthold (Perahtold), † 10. August zwischen 804 und 813/815, 786–802 Graf in der Westbaar, Graf in der Ostbaar; ⚭ Gersuinda (Gersind), Tochter des Ascarius, † nach 17. November 790 und vor 17. November 797
        1. Chadaloh I, ⚭ Starcfrid,† 31. Oktober 819, 817–819 Markgraf von Friaul
          1. Berthold von Bussen in der Munterishuntare,  † 29. Juli nach 826, Graf in der Ostbaar seit 820

        2. Paldebert (Perahtold, Pratoldus) 790 bezeugt; ⚭ NN
          1. Waldpert

        3. Wago, Graf 805–820, ⚭ NN, Tochter eines Präfekten Werner I. ?
          1. Werner II., † nach 866, 830–865 Graf zwischen Enns und Wienerwald

        4. Ata, 797 Nonne

      2. Wolfinus, nach 806 Graf von Verona
      3. Tanchrat (Tanchras) *760, +829, ⚭ 799 mit Isolde von Burg Luwenosteyn *778, +830, ihr Vater N.N., des Vaters Bruder Otrusto von Luwenosteyn überfiel die Burg Steinikunecka 830 und ermordete dabei Adelinde *822, +830, die Tochter von Tanchras, welcher 2 Söhne hatte Thanchrat *814, +865 und Wilgam er wurde 95 Jahre alt seine 1. ⚭ Iggelinde und 2. ⚭ Rebecca, aus dieser 2. ⚭ stammt sein Sohn Geroldus +946

### Die jüngeren Alaholfinger
1. Erchanger, Pfalzgraf
  1. Richardis, † 18. September wohl 900, 887 Äbtissin von Andlau; ⚭ 862 Karl der Dicke († 13. Januar 888), 881 Kaiser (Karolinger)

1. Berchthold I. Pfalzgraf in Schwaben um 880, Schwager von Karl dem Dicken, ⚭ NN von Schwaben-Elsass, Tochter des Grafen Erchanger (wohl eine Schwester der Kaiserin Richardis)
  1. Kunigunde, * um 882, † 7. Februar 915 ?; ⚭ I Markgraf Luitpold von Bayern, † 4. Juli 907 (Luitpoldinger); ⚭ II 911 Konrad I. deutscher König, † 23. Dezember 918 (Konradiner)
  2. Berchtold II., † hingerichtet 21. Januar 917, Graf in der Baar
    1. Adalbert, † X 6. Februar 954, Graf von Marchtal,
      1. Berchthold, † 973/977, Herzog von Marchtal
      2. Judith von Marchtal, † 25. Dezember …; ⚭ Konrad, Graf im Rheingau und in der Ortenau, † wohl 982 (Konradiner)

  3. Erchanger, † hingerichtet 21. Januar 917, Herzog von Schwaben Herbst 915–917, Pfalzgraf in Schwaben, ⚭ Bertha, † nach 917